# Едгар Фор
Едгар Фор (фр. Edgar Faure фр.: [ɛdɡaʁ ʒɑ̃ fɔʁ] ( прослухати); 18 серпня 1908, Безьє — 30 березня 1988, Париж) — французький політик, і державний діяч, який двічі, з 20 січня 1952 року по 29 лютого 1952 року і з 23 лютого 1955 року по 24 січня 1956 року був прем'єр-міністром та очолював кабінет міністрів Четвертої республіки.

## Біографія
Вивчав юриспруденцію в Парижі і з 27-річного віку почав займатися адвокатською практикою. Свою політичну кар'єру, Фор розпочав у рядах лівої Радикальної партії — провідної партії Третьої республіки, з лав якої в період з 1900 по 1940 рік вийшли більшість прем'єр-міністрів країни. Ця партія перебувала в жорсткій опозиції до клерикалізму.
Під час Другої світової війни і німецької окупації Франції, Едгар Фор вступив до лав Руху Опору. У 1942 році, рятуючись від переслідування гестапо, був змушений бігти в Алжир в штаб генерала Шарля де Голля, де увійшов до складу Тимчасового уряду.
У 1945 році Едгар Фор виступив як французький обвинувач на Нюрнберзькому процесі.
У 1946 році обраний від радикалів до Установчих народних зборів Четвертої республіки. Після створення тристоронньої коаліції СФІО, комуністів і Християнських демократів, радикали, здавалося, були відсунуті в політичні аутсайдери. Проте, коли комуністи були вигнані з уряду в 1947 році, радикали стали грати, незважаючи на падіння популярності і маючи підтримку менше ніж 10 % виборців, непропорційно важливу роль у формуванні уряду Франції, оскільки ніхто з інших груп не бажав бачити в кріслі прем'єра представника свого найпершого конкурента, боячись його надмірного посилення на політичній арені.
Едгар Фор був лідером консервативного крила радикальної партії, якому протистояло ліве крило під керівництвом П'єра Мендеса-Франса.
У січні 1952 року очолив кабінет міністрів, але сформований ним кабмін не протримався і сорока днів.
У першому та другому кабінетах П'єра Мендеса-Франса отримував портфелі міністра, відповідно: міністра фінансів і міністра закордонних справ.
У 1955 році, Фор знову сформував власний кабінет. Цього разу кабінет міністрів Фора протримався 11 місяців.
Його діяльність як дипломата була помічена де Голлем, який в 1963 році довірив Фору найвідповідальнішу неофіційну місію: провести попередні переговори з лідерами компартії Китайської Народної Республіки про відновлення дипломатичних відносин між Парижем і Пекіном.
У 1966 році Фор був призначений міністром сільського господарства, а в 1968 році отримав посаду міністра освіти.
У період з 1973 по 1978 роки Фор займав посаду президента в Національних зборах П'ятої французької республіки.
Помер у віці 79 років в Парижі і був похований на кладовищі Пассі.